# Powiat Verden
Powiat Verden (niem. Landkreis Verden) – powiat w niemieckim kraju związkowym Dolna Saksonia. Siedziba powiatu znajduje się w mieście Verden (Aller).

## Podział administracyjny
Powiat Verden składa się z:
- 2 miast
- 5 samodzielnych gmin (niem. Einheitsgemeinde)
- 1 gminy zbiorowej (Samtgemeinde)

Miasta:
| Lp. | Nazwa miasta   | Ludność (31.12.2008) | Powierzchnia km² |
| --- | -------------- | -------------------- | ---------------- |
| 1   | Achim          | 30.162               | 65,10            |
| 2   | Verden (Aller) | 26.737               | 71,58            |

Gminy samodzielne:
| Lp. | Nazwa gminy  | Ludność (31.12.2008) | Powierzchnia km² |
| --- | ------------ | -------------------- | ---------------- |
| 1   | Dörverden    | 9.328                | 83,32            |
| 2   | Kirchlinteln | 10.389               | 174,13           |
| 3   | Langwedel    | 14.637               | 76,11            |
| 4   | Ottersberg   | 12.027               | 99,03            |
| 5   | Oyten        | 15.360               | 63,47            |

Gminy zbiorowe:
| Lp. | Nazwa gminy   | Ludność (31.12.2008) | Powierzchnia km² | Liczba gmin |
| --- | ------------- | -------------------- | ---------------- | ----------- |
| 1   | Thedinghausen | 14.920               | 152,05           | 4           |